# Luchtaanval

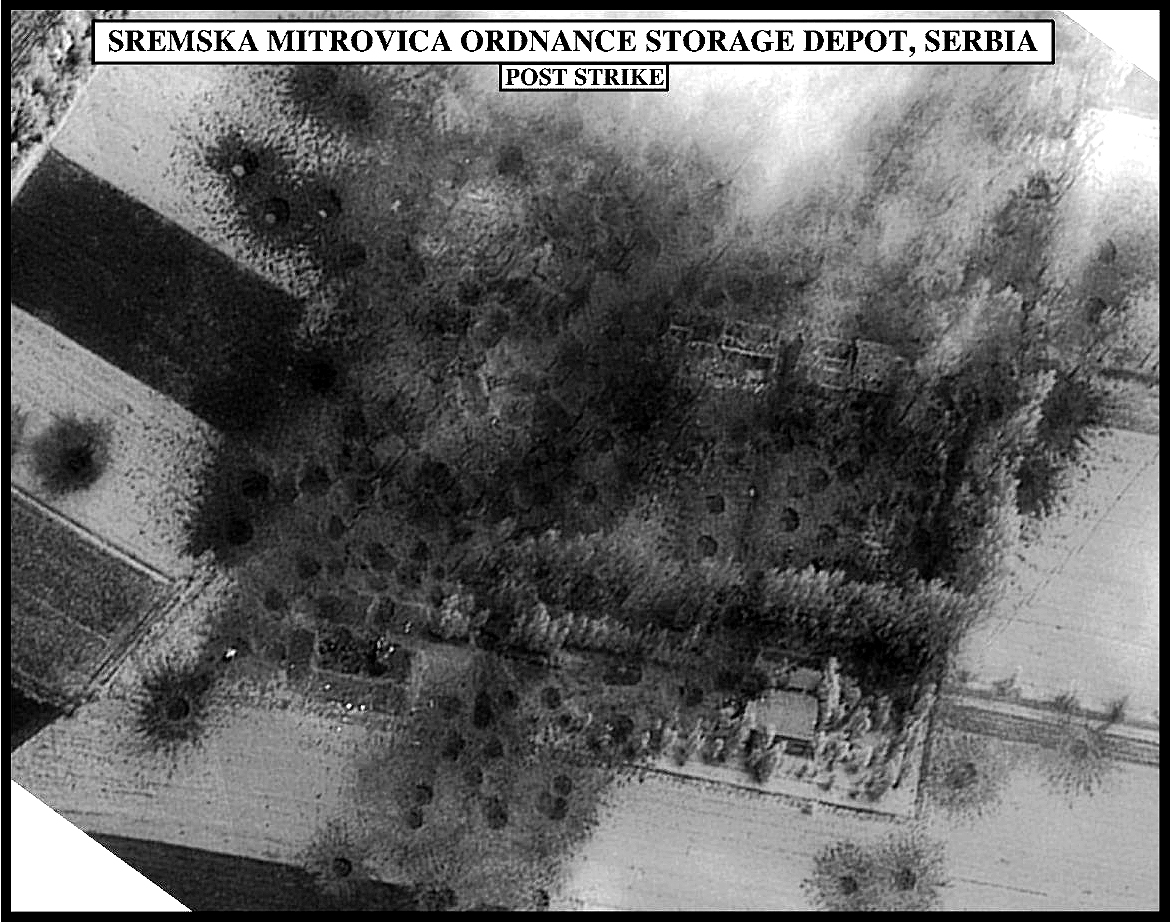
Een luchtaanval tijdens de Kosovo-oorlog.

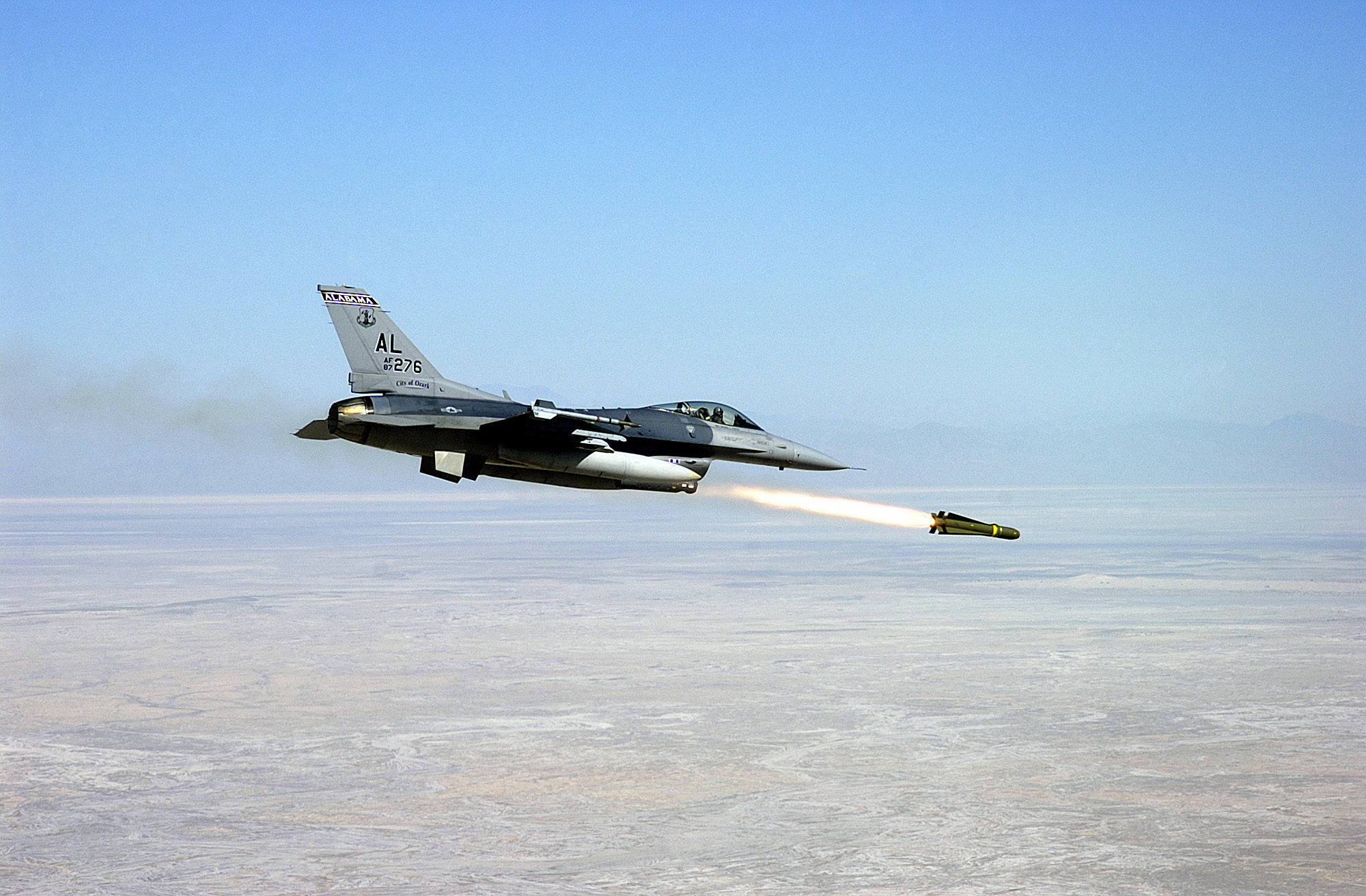
Een F-16 van de Amerikaanse luchtmacht vuurt een AGM-65 Maverick-lucht-grondraket af.

Een luchtaanval, afhankelijk van de gebruikte munitie ook luchtbombardement, is een militaire aanval die door de luchtmacht wordt uitgevoerd meestal door middel van afwerpen van bommen of lanceren van raketten vanuit een jachtvliegtuig of bommenwerper op een vijandelijke doel. 
Wapens gebruikt bij een luchtaanval kunnen variëren van lichte machinegeweren tot Lucht-grond raketten en een variëteit aan bommen (waaronder ook atoombommen). 
Een luchtaanval kan ook uitgevoerd worden door gebruik te maken van kruisraketten zoals de Amerikaanse Tomahawk die vanaf schepen, onderzeeboten en vliegtuigen doelen op meer dan 1500 km afstand met grote nauwkeurigheid kunnen aanvallen.
Afhankelijk van de gekozen tactiek wordt een dergelijke aanval al dan niet gevolgd door een opmars van artillerie-, tank- en/of infanterie-eenheden. 
Luchtverdediging wordt gebruikt ter verdediging tegen luchtaanvallen.
Om de bevolking voor een luchtaanval te waarschuwen, klinkt (in sommige landen) het luchtalarm.